# Leucospis viridis
Leucospis viridis är en stekelart som beskrevs av Vago och Gregory B. Pauly 2003. Leucospis viridis ingår i släktet Leucospis och familjen Leucospidae.
Artens utbredningsområde är Madagaskar. Inga underarter finns listade i Catalogue of Life.